# Brisingenes
Genre
Brisingenes est un genre d'étoile de mer complexes de la famille des Brisingidae.

## Liste des espèces
Selon World Register of Marine Species (19 janvier 2015) :
- Brisingenes anchista Fisher, 1919
- Brisingenes mimica (Fisher, 1916) -- Philippines
- Brisingenes multicostata (Verrill, 1894) -- Caraïbes
- Brisingenes plurispinula Aziz & Jangoux, 1985 -- Indonésie